# Nurzec
Nurzec [ˈnuʐɛt͡s] er en flod i det nordøstlige Polen, en biflod til Vestlige Bug. Den løber gennem den geografiske region kendt på polsk som Wysoczyzny Podlasko-Bialoruskie (plateauet Podlaskie og Hviderusland). Administrativt ligger den inden for Podlaskie Voivodskab og Masoviske Voivodskab.
Nurzecs afvandingsområde på 2.102 km² ligger i mezoregionerne kendt som Równina Bielska (Bielsk-sletten) og Wysoczyzna Wysokomazowiecka (den Masoviske højslette).
Nurzec har sit udspring i sumpe sydøst for Czeremcha nær Stawiszcze tæt på grænsen til Hviderusland. Dens sammenløb med Bug-floden ligger tæt på landsbyen Wojtkowice Stare lige syd for Ciechanowiec.
Nurzecs fald er cirka 75 meter fra en kildehøjde på cirka 180 moh. til udløbshøjden der er 105,4 moh.

## Bifloder
- Fra venstre: Nurczyk, Leszczka, Czarna, Siennica, Kukawka, Pełchówka
- Fra højre: Bronka, Mień (med Markówka)

## Byer og landsbyer
Større byer og landsbyer, der ligger på Nurzec:
- Czeremcha
- Kleszczele
- Boćki
- Brańsk
- Ciechanowiec